# Deaf International Football Association
La Deaf International Football Association (DIFA) è l'organizzazione che l'equivalente della FIFA per le squadre di calcio per sordi suddivisi in due categorie di campionati di calcio: calcio a 11 e calcio a 5 per sordi (o deaf futsal).

## Competizioni
- Deaf Champions League (Europa)